# Sainte-Luce (Martinica)

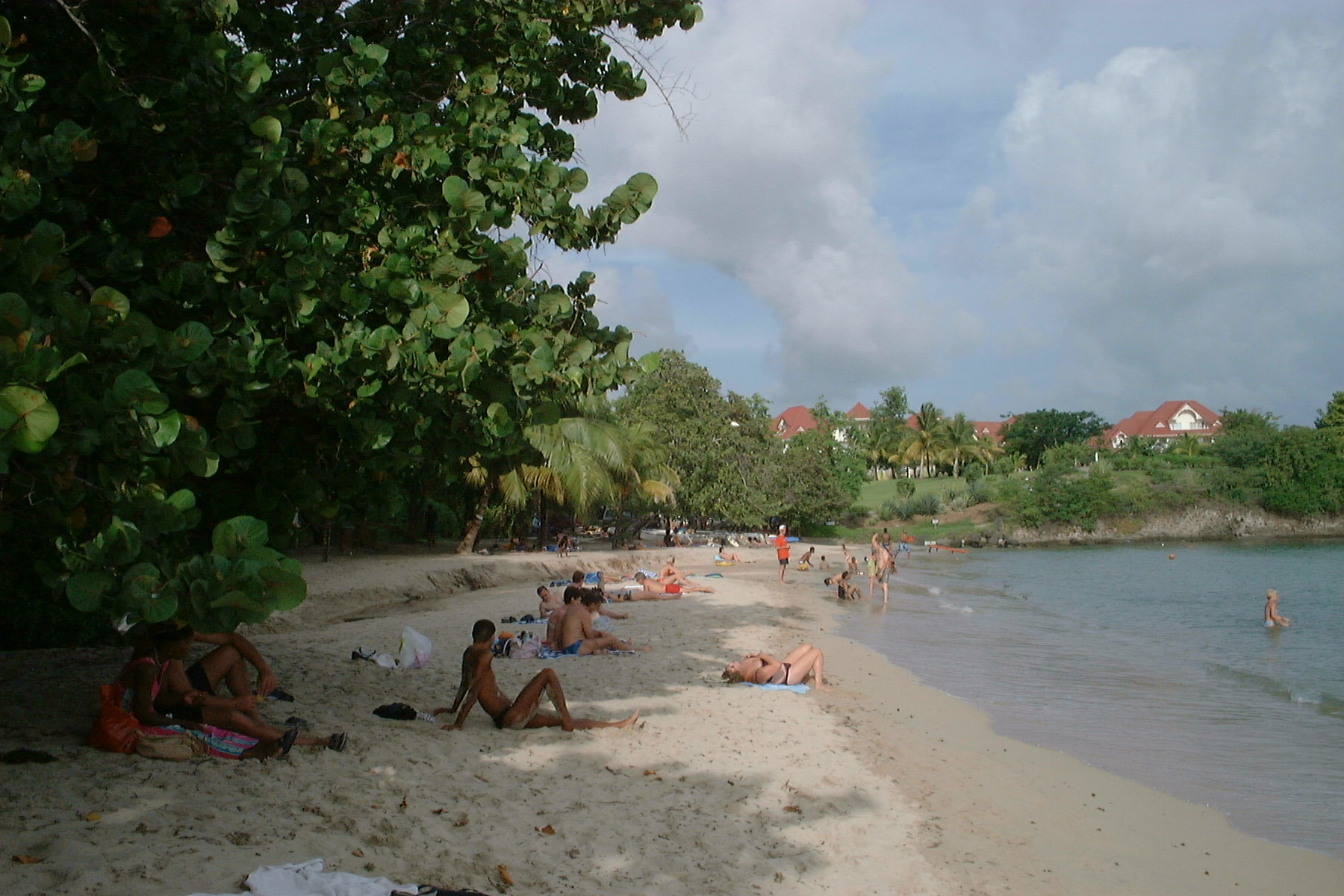
Playa de Gros Raisin

Sainte-Luce es un municipio de Martinica. Tiene una población estimada, en 2018, de 9.651 habitantes.

## Características generales
La localidad está ubicada en la costa sur de la isla.
Su paseo marítimo tiene una decena de restaurantes con terraza en la playa, animados por la noche y reconocidos por su cocina caribeña.